# Філософія хімії
Філософія хімії розглядає методологію та основні припущення науки хімії. Її досліджують філософи, хіміки та команди філософів-хіміків. Більшу частину своєї історії в філософії науки домінувала філософія фізики, але філософські питання, які виникають із хімії, привертають все більшу увагу з останньої частини 20 століття.

## Основи хімії
Основні філософські питання виникають, як тільки людина намагається визначити хімію і те, що вона вивчає. Атоми і молекули часто вважаються основними одиницями хімічної теорії, але традиційні описи молекулярної структури та хімічного зв'язку не враховують властивостей багатьох речовин, у тому числі металів і комплексів металів і ароматичності.
Крім того, хіміки часто використовують неіснуючі хімічні сутності, як-от резонансні структури щоб пояснювати будову та реакції різних речовин; ці пояснювальні інструменти використовують мову та графічні зображення молекул для опису поведінки хімічних речовин і хімічних реакцій, які насправді не поводяться як прості молекули.
Деякі хіміки та філософи хімії воліють думати про речовини, а не про мікроструктури, як про фундаментальні одиниці вивчення хімії. Між двома методами класифікації речовин не завжди існує однозначна відповідність. Наприклад, багато гірських порід існують як мінеральні комплекси, що складаються з кількох іонів, які не зустрічаються у фіксованих пропорціях або просторових відносинах один з одним.
Схожа філософська проблема полягає в тому, чи хімія вивчає речовини чи реакції. Атоми, навіть у твердому тілі, перебувають у постійному русі, і за належних умов багато хімічних речовин реагують спонтанно, утворюючи нові продукти. Різноманітність змінних середовища робить внесок у властивості речовини, включаючи температуру і тиск, близькість до інших молекул і наявність магнітного поля. Як стверджує Шуммер: «Філософи субстанції визначають хімічну реакцію шляхом зміни певних речовин, тоді як філософи процесу визначають речовину за її характерними хімічними реакціями».
Філософи хімії обговорюють питання симетрії і хіральності у природі. Органічні (тобто на основі вуглецю) молекули найчастіше хіральні. Амінокислоти, нуклеїнові кислоти та цукри, усі вони зустрічаються виключно як єдиний енантіомер в організмах, є основними хімічними одиницями життя. Хіміки, біохіміки і біологи однаково обговорюють походження цієї гомохіральності. Філософи сперечаються про факти походження цього явища, а саме про те, чи виникло воно випадково, серед неживого рацемічного середовища або якщо діяли інші процеси. Деякі припускають, що відповіді можна знайти лише в порівнянні з позаземним життям, якщо воно коли-небудь знайдеться. Інші філософи ставлять під сумнів, чи існує упередження щодо припущень про природу як про симетричність, що спричиняє опір будь-яким доказам протилежного.
Одним з найактуальніших питань є визначення того, наскільки фізика, а саме квантова механіка, пояснює хімічні явища. Чи можна, насправді, хімію звести до фізики, як припускали багато людей, чи існують незрозумілі прогалини? Деякі автори, наприклад, Роалд Гоффман, нещодавно припустили, що в редукціоністській програмі існує ряд труднощів з такими поняттями, як наприклад ароматичність, pH, реакційна здатність, нуклеофільність.

## Філософи хімії
Фрідріх Вільгельм Йозеф Шеллінг був одним з перших філософів, які використали термін «філософія хімії».
Кілька філософів і вчених останніми роками зосередилися на філософії хімії, зокрема, голландський філософ Яап ван Бракель, який написав «Філософію хімії» у 2000 році, а також філософ-хімік мальтійського походження Ерік Серрі, редактор журналу «Основи хімії» та автор серед інших статей «Нормативної та описової філософії науки та ролі хімії у філософії хімії», 2004. Серрі особливо цікавиться філософськими основами періодичної таблиці, а також тим, як фізика і хімія перетинаються по відношенню до неї, що, на його думку, є питанням не лише науки, а й філософії.
Хоча в інших галузях науки особи, які вивчають метод, як правило, не практикують у цій галузі, в хімії (особливо в синтетичній органічній хімії) інтелектуальні методи та філософські основи часто досліджуються дослідниками з активними дослідницькими програмами. Елайс Джеймс Корі розробив концепцію «ретросинтезу» опублікував основоположну роботу «Логіка хімічного синтезу», яка деконструює ці мисленнєві процеси та роздумує про комп'ютерний синтез. Інші хіміки, такі як Кір'якос Ніколау (співавтор «Класики в повному синтезі») слідували за ним.

### Статті
- Philosophy of Chemistry article on the Stanford Encyclopedia of Philosophy

### Журнали
- Foundations of Chemistry, an international peer-reviewed journal for History and Philosophy of Chemistry as well as Chemical Education published by Springer.
- Hyle: International Journal for Philosophy of Chemistry, an English-language peer-reviewed journal associated with the University of Karlsruhe, Germany.

### Книги
- Philosophy of Chemistry, J. van Brakel, Leuven University Press, 2000. ISBN 90-5867-063-5
- Philosophy of Chemistry: Synthesis of a New Discipline, Davis Baird, Eric Scerri, Lee McIntyre (eds.), Dordrecht: Springer, 2006. ISBN 1-4020-3256-0
- The Periodic Table: Its Story and Its Significance, E.R. Scerri, Oxford University Press, New York, 2006. ISBN 0-19-530573-6
- Collected Papers on Philosophy of Chemistry, E.R. Scerri, Imperial College Press, London, 2008. ISBN 978-1848161375
- Of Minds and Molecules: New Philosophical Perspectives on Chemistry, Nalini Bhushan[en] and Stuart Rosenfeld (eds.), Oxford University Press, 2000, Reviewed by Michael Weisberg
- Philosophy of Chemistry: Growth of a New Discipline, Eric Scerri, Lee McIntyre (eds.), Heidelberg: Springer, 2015. ISBN 978-94-017-9363-6